# Legalize It
| Recensione       | Giudizio      |
| ---------------- | ------------- |
| AllMusic         | [ 1 ]         |
| Robert Christgau | B             |
| Sputnikmusic     | 5.0 (Classic) |
| Pop Matters      | [ 4 ]         |

Legalize It è il primo album solista del cantante reggae giamaicano Peter Tosh, prodotto dalla Columbia Records nel 1976. Il lavoro arriva tre anni dopo l'ultimo album dei Wailers, gruppo di cui Tosh faceva parte assieme a Bob Marley e Bunny Wailer, il primo collabora nel testo di Why Must I Cry, mentre il secondo nel testo di Till Your Well Runs Dry.

## Tracce
Lato A
1. Legalize It – 4:10 (Peter Tosh)
2. Burial – 3:55 (Peter Tosh, Neville Livingston)
3. Whatcha Gonna Do – 2:28 (Peter Tosh)
4. No Sympathy – 4:30 (Peter Tosh)
5. Why Must I Cry – 3:12 (Peter Tosh, Bob Marley)

Lato B
1. Igziabeher (Let Jah Be Praised) – 4:38 (Peter Tosh)
2. Ketchy Shuby – 4:59 (Peter Tosh)
3. Till Your Well Runs Dry – 6:11 (Peter Tosh, Neville Livingston)
4. Brand New Second Hand – 4:05 (Peter Tosh)

## Musicisti
- Peter Tosh - voce, chitarra reggae, tastiere, accompagnamento vocale, coro
- Al Anderson - chitarra solista
- Donald Kinsey - chitarra solista (brani: No Sympathy e Brand New Second Hand)
- Tyrone Downey - tastiere
- Aston "Family Man" Barrett - basso
- Robbie Shakespeare - basso, armonica (harp)
- Ras Lee - armonica (harp)
- Carlton Barrett - batteria
- Santa (Carlton Davis) - batteria
- Rita Marley - accompagnamento vocale, coro
- Judy Mowatt - accompagnamento vocale, coro
- Bunny Wailer - accompagnamento vocale, coro

Note aggiuntive
- Peter Tosh - produttore e arrangiamenti
- Lee Jaffe - produttore associato, fotografia
- Gary Kurfirst - coordinatore alla produzione
- Registrazioni effettuate al Treasure Isle ed al Randys di Kingston, Jamaica
- Karl Pitterson e Jerry Smith - ingegneri delle registrazioni
- Mixato al CBS Studios di New York
- Seth Shaw, Madeline Scott e Kim Gottlieb - fotografi aggiunti
- Andy Engel - design album
- Ringraziamenti speciali: Yuck, Arma Anden, Jim Feley, Mike Pillot, Ron McCarrell, Dick Wingate e Andy Engel[6]